# Donat (bisbe)
Donat (Donatus) fou bisbe de Casae Nigrae (Numídia), membre de la secta dels donatistes, que van derivar el seu nom d'aquest bisbe i d'un altre Donat, conegut per Donat II el Gran, que va ser bisbe de Cartago, successor de Majorí. Va ser nomenat bisbe vers el 312 i fou partidari de Donat el Gran (després del 313). Fou el portaveu dels donatistes, en la investigació que es va obrir a Itàlia sobre l'afer de la successió de Majorí.